# Love + Fear Tour
Love + Fear Tour foi a quarta turnê da cantora galesa Marina, em apoio ao seu quarto álbum de estúdio Love + Fear (2019). A excursão foi oficialmente anunciada em 5 de abril de 2019 e percorreu a Europa e América do Norte, começando em 29 de abril de 2019 na O2 Academy em Newcastle, Inglaterra, e terminando em 18 de novembro de 2019 em La Riviera, Madrid, Espanha, totalizando 48 concertos.

## Antecedentes e anúncio
A turnê Love + Fear ocorreu de 29 de abril a 18 de novembro de 2019 e contou com apresentações de Marina no Reino Unido, América do Norte e Europa. A turnê incluiu datas na primavera e no outono, além de datas em festivais em vários países durante o verão. A turnê foi aberta por vários artistas, incluindo Daya, Allie X, e Broods. Em 28 de maio de 2019, Diamandis anunciou mais cinco datas no Reino Unido para uma "parte 2" da turnê. Em 17 de junho de 2019, Diamandis anunciou datas europeias adicionais interligadas à segunda parte da turnê pelo Reino Unido. Em 16 de setembro de 2019, Diamandis anunciou dois shows extras em Madrid e Amsterdã.
A turnê foi diferente das anteriores porque Diamandis não tinha banda. Em vez disso, ela saiu em turnê com quatro dançarinas que também atuaram como backing vocals. Quando questionada sobre a turnê, ela declarou: "[A turnê] é contemporânea... o formato é como um espetáculo de dança ou teatro contemporâneo." O palco era inclinado e todo branco para que as projeções pudessem ser exibidas. Esta também foi a primeira vez que Diamandis teve um espetáculo centrado na coreografia.
Os figurinos foram inspirados nos antigos shows de Beyoncé. Diamandis afirmou: "Eu queria algo realmente poderoso e feminino".

## Repertório
O repertório abaixo corresponde ao primeiro show, realizado em 29 de abril de 2019 em Newcastle. Alguns shows da turnê tiveram o setlist alterado. 
Ato 1: LOVE
1. "Handmade Heaven"
2. "Hollywood"
3. "Primadonna"
4. "Enjoy Your Life"
5. "I Am Not a Robot"
6. "To Be Human"
7. "Superstar"
8. "Froot"
9. "Orange Trees"
10. "Happy"

Ato 2: FEAR
1. "Believe in Love"
2. "Life Is Strange"
3. "Soft to Be Strong"
4. "I'm a Ruin"
5. "Are You Satisfied?"
6. "Karma"
7. "Savages"
8. "Immortal"
9. "End Of The Earth"
10. "How to Be a Heartbreaker"

- Durante a apresentação feita em 10 de maio no O2 Apollo em Manchester, "Baby" foi tocada entre "End of the Earth" e "How to be a Heartbreaker".

## Datas
| Data                       | Cidade           | País             | Local                                | Ato(s) de abertura |                  |                  |
| Etapa 1 — Europa           | Etapa 1 — Europa | Etapa 1 — Europa | Etapa 1 — Europa                     | Etapa 1 — Europa   | Etapa 1 — Europa | Etapa 1 — Europa |
| -------------------------- | ---------------- | ---------------- | ------------------------------------ | ------------------ | ---------------- | ---------------- |
| 29 de abril de 2019        | Newcastle        | Reino Unido      | O2 Academy Newcastle                 | —                  |                  |                  |
| 30 de abril de 2019        | Glasgow          | Reino Unido      | O2 Academy Glasgow                   | —                  |                  |                  |
| 3 de maio de 2019          | Londres          | Reino Unido      | Royal Albert Hall                    | Glowie             |                  |                  |
| 7 de maio de 2019          | Bournemouth      | Reino Unido      | O2 Academy Bournemouth               | —                  |                  |                  |
| 9 de maio de 2019          | Birmingham       | Reino Unido      | O2 Academy Birmingham                | —                  |                  |                  |
| 10 de maio de 2019         | Manchester       | Reino Unido      | O2 Apollo Manchester                 | —                  |                  |                  |
| América do Norte           |                  |                  |                                      |                    |                  |                  |
| 26 de maio de 2019         | Boston           | Estados Unidos   | Boston Calling                       | —                  |                  |                  |
| 28 de junho de 2019        | Nova Iorque      | Estados Unidos   | The Rainbow Room                     | —                  |                  |                  |
| Europa                     |                  |                  |                                      |                    |                  |                  |
| 4 de julho de 2019         | Gdynia           | Polónia          | Open'er Festival                     | —                  |                  |                  |
| 6 de julho de 2019         | Roskilde         | Dinamarca        | Festival de Roskilde                 | —                  |                  |                  |
| 7 de julho de 2019         | Turku            | Finlândia        | Ruisrock Festival                    | —                  |                  |                  |
| 12 de julho de 2019        | Madrid           | Espanha          | Mad Cool                             | —                  |                  |                  |
| 13 de julho de 2019        | Algés            | Portugal         | NOS Alive                            | —                  |                  |                  |
| 18 de julho de 2019        | Benicasim        | Espanha          | Festival Internacional de Benicàssim | —                  |                  |                  |
| 20 de julho de 2019        | Suffolk          | Reino Unido      | Latitude Festival                    | —                  |                  |                  |
| Etapa 2 — América do Norte |                  |                  |                                      |                    |                  |                  |
| 10 de setembro de 2019     | Toronto          | Canadá           | Rebel                                | Daya               |                  |                  |
| 11 de setembro de 2019     | Montreal         | Canadá           | Métropolis                           | Daya               |                  |                  |
| 13 de setembro de 2019     | Boston           | Estados Unidos   | Blue Hills Bank Pavilion             | Daya               |                  |                  |
| 14 de setembro de 2019     | Filadélfia       | Estados Unidos   | The Met                              | Daya               |                  |                  |
| 16 de setembro de 2019     | Nova Iorque      | Estados Unidos   | Summerstage, Central Park            | Daya               |                  |                  |
| 18 de setembro de 2019     | Washington D.C.  | Estados Unidos   | The Anthem                           | Daya               |                  |                  |
| 20 de setembro de 2019     | Nashville        | Estados Unidos   | Ryman Auditorium                     | LPX                |                  |                  |
| 21 de setembro de 2019     | Atlanta          | Estados Unidos   | Coca-Cola Roxy                       | LPX                |                  |                  |
| 23 de setembro de 2019     | Chicago          | Estados Unidos   | Aragon Ballroom                      | LPX                |                  |                  |
| 24 de setembro de 2019     | Minneapolis      | Estados Unidos   | Orpheum Theatre                      | LPX                |                  |                  |
| 26 de setembro de 2019     | Houston          | Estados Unidos   | Revention Music Center               | Broods             |                  |                  |
| 27 de setembro de 2019     | Dallas           | Estados Unidos   | The Bomb Factory                     | Broods             |                  |                  |
| 28 de setembro de 2019     | Austin           | Estados Unidos   | Moody Theater                        | Broods             |                  |                  |
| 30 de setembro de 2019     | Denver           | Estados Unidos   | Mission Ballroom                     | Broods             |                  |                  |
| 1 de outubro de 2019       | Salt Lake City   | Estados Unidos   | The Union                            | Broods             |                  |                  |
| 4 de outubro de 2019       | Los Angeles      | Estados Unidos   | Greek Theatre                        | —                  |                  |                  |
| 5 de outubro de 2019       | São Francisco    | Estados Unidos   | The Masonic                          | —                  |                  |                  |
| 7 de outubro de 2019       | Portland         | Estados Unidos   | Arlene Schnitzer Concert Hall        | —                  |                  |                  |
| 8 de outubro de 2019       | Seattle          | Estados Unidos   | Paramount Theatre                    | —                  |                  |                  |
| 9 de outubro de 2019       | Vancouver        | Canadá           | Orpheum Theatre                      | —                  |                  |                  |
| Etapa 3 — Europa           |                  |                  |                                      |                    |                  |                  |
| 28 de outubro de 2019      | Edimburgo        | Reino Unido      | Usher Hall                           | Allie X            |                  |                  |
| 29 de outubro de 2019      | Manchester       | Reino Unido      | O2 Apollo Manchester                 | Allie X            |                  |                  |
| 30 de outubro de 2019      | Dublin           | Irlanda          | Olympia Theatre                      | Allie X            |                  |                  |
| 1 de novembro de 2019      | Cardiff          | Reino Unido      | Motorpoint Arena                     | Allie X            |                  |                  |
| 4 de novembro de 2019      | Londres          | Reino Unido      | Eventim Apollo                       | Allie X            |                  |                  |
| 5 de novembro de 2019      | Brighton         | Reino Unido      | Brighton Centre                      | Allie X            |                  |                  |
| 8 de novembro de 2019      | Paris            | França           | Zénith Paris                         | Allie X            |                  |                  |
| 10 de novembro de 2019     | Amsterdam        | Países Baixos    | Melkweg                              | Allie X            |                  |                  |
| 11 de novembro de 2019     | Tilburgo         | Países Baixos    | 013                                  | Allie X            |                  |                  |
| 12 de novembro de 2019     | Antuérpia        | Bélgica          | Trix                                 | Allie X            |                  |                  |
| 14 de novembro de 2019     | Milão            | Itália           | Fabrique                             | Allie X            |                  |                  |
| 16 de novembro de 2019     | Atenas           | Grécia           | Piraeus 117                          | Allie X            |                  |                  |
| 18 de novembro de 2019     | Madrid           | Espanha          | Sala La Riviera                      | Allie X            |                  |                  |